# BC Mureș
BC Mureș (în maghiară Maros Kosárlabda Klub) este un club de baschet din Târgu Mureș. Evoluează în prima ligă din România. În sezonul 2006 - 2007 a terminat pe poziția a 9-a în campionat. La fiecare meci există o asistență de circa 2500 de fani. Galeria echipei a primit premiul pentru cea mai frumoasă galerie din țară de la Carmen Tocala, președintele Federației Române de Baschet (FRB). Mascota echipei este un tigru cu numele Tigris.

## Proeminent jucători
- 5 Tibor Soós - Extremă
- 6 Bogdan Cormoș - Fundaș
- 7 Bogdan Pușcaș - Extremă
- 8 Ioan Mureșan - Fundaș
- 9 Daniel Pătru - Extremă
- 10 Barnabás Szászgáspár
- 11 Ferenc Bíró
- 12 Vlad Pora - Fundaș
- 14 Cristian Jakab - Pivot
- 15 Brian McCullough - Fundaș - Extremă
- 21 Louis Truscott - Extremă
- 22 Jujuan Laray Cooley - Fundaș
- 33 Luke McKenna - Extremă - Pivot
- 42 Frank Russsell - Pivot